# 阿埃莱马耶乌·艾腾达
阿埃莱马耶乌·艾腾达（1969年2月12日—2014年3月6日），是一名埃塞俄比亚政治家、并担任奥罗米亚州主席。

## 生平
早年毕业于埃塞俄比亚公务大学，后进入北京大学获得公共政策硕士学位。此后担任教职，2000年，担任埃塞尔比亚参议院发言人。
2010年起，他当选奥罗米亚州主席。2014年生病，死于泰国曼谷。